# Карл Раше
Карл Еміль Август Раше (нім. Karl Emil August Rasche; 23 серпня 1892, Ізерлон, Німецька імперія — 13 вересня 1951, біля Базеля, Швейцарія) — фінансист і управлінець в Третьому Рейху, оберштурмбаннфюрер СС (1943).

## Біографія
Виходець із стародавнього Вестфальського роду. Вивчав економіку і юриспруденцію в університетах Мюнстера, Мюнхена, Лейпцига, Берліна, Бонна і Єни. У 1912 році отримав звання доктора права в Мюнстерському університеті. Потім служив в комунальному управлінні Дюссельдорфа. Учасник Першої світової війни, лейтенант, командував стрілецькою і штурмовою ротами. В кінці війни був членом першого німецького посольства в Ризі. Після демобілізації працював в судовому відомстві в Дюссельдорфі. Одночасно був юрисконсультом і директором правління різних банків. З 1933 року — член правління Westfalenbank AG Bohum («Вестфальського банку»). З 1935 року — головний член правління Dresdner Bank AG. Входив до складу «Гуртка друзів рейхсфюрера СС».
Був головою наглядових рад: «Perlmooser Cement AG» (Відень, 1938—1945), «Böhmische Escompte Bank» (Прага, дочірній банк «Дрезденського банку»; 1939—1944), «Poldihütte AG» (Прага, 1939—1944), «Handels-Kreditbank AG» (Рига, 1941—1945), «Westdeutsche Bodenkreditanstalt» (Кельн, 1943—1945), «Tatrawerke AG» (Прага, 1943—1945), пивоварної фірми «Engelhardt Brauerei AG» (Берлін), заводів «Hardy & Co GmbH» (Берлін), цементних заводів «Cementwerke AG» (Берлін); був членом наглядових рад десятків фірм, заступником голів наглядових рад «Dyckerhoff-Portland-Cement-AG» (Майнц-Аменебург, 1936—1945), «Rheinische Kunstseide AG» (Крефельд, 1939—1945), «Allgemeine Versicherung AG» (Відень, 1944).
У 1938 році разом з Гансом Керлем був направлений генеральним уповноваженим з чотирирічного плану Германом Герінгом в Чехію для встановлення контролю над чеською промисловістю, а також для перекладу чеських військових підприємств у концерн Reichswerke AG für Erzbergbau und Eisenhütten Hermann Göring. 9 листопада 1939 року вступив у СС (посвідчення № 323 879), в 1940 році — в НСДАП (квиток №2 207 508). В кінці грудня 1942 року призначений доповідачем правління «Дрезденського банку».
Як посередник Раше брав участь в кредитуванні підприємств СС, зокрема, в концентраційних таборах, а також в так званий «германізації» економіки окупованих країн Східної Європи, «арієзаціі» банківської сфери в протектораті Богемії і Моравії і райхскомісаріаті Нідерланди.
У квітні 1945 року був затриманий біля Бад-Наугайма і потрапив до французького полону. Після допиту в Парижі був притягнутий у Французькій окупаційній зоні до діяльності по «інтенсифікації міжнародних економічних відносин» для французького військового уряду. У листопаді 1945 року запрошений з метою обміну інформацією представниками американської окупаційної влади в Німеччині в Американську окупаційну зону і заарештований відразу після його прибуття до Франкфурта. Спочатку він утримувався в Дармштадтській в'язниці, потім після перебування у Франкфуртських в'язницях потрапив в Людвігсбургський табір 74. Звідти він був переведений в табір для переміщених осіб в Дахау і, нарешті, у квітні 1947 року опинився у в'язниці Нюрнберга. 4 листопада 1947 року постав перед Американським військовим трибуналом у справі «Вільгельмштрассе». 11 квітня 1949 року був воєнним злочинцем за участь в розграбуванні нацистами Чехії та Нідерландів, а також за членство у злочинній організації (СС) і засуджений до 7 років тюремного ув'язнення. Раше був достроково звільнений у серпні 1950 року. Після звільнення вів переговори з представниками Дрезденського банку про можливе працевлаштування. У травні 1951 року ці фірми домовилися про врегулювання у відносинах, про компенсації, а також щодо його прав на пенсію. Нарешті, він став працювати консультантом з питань менеджменту. Карл Раше помер 13 вересня 1951 року від зупинки серця під час відрядження в Базель.

## Нагороди
- Залізний хрест 2-го і 1-го класу
- Нагрудний знак «За поранення» в чорному
- Балтійський хрест
- Почесний хрест ветерана війни з мечами